# Amusement
Amusement é um filme de terror estadunidense-tailandês dirigido por John Simpson e protagonizado por Katheryn Winnick, Laura Breckenridge e Jessica Lucas. Produzido por Picturehouse Entertainment, e distribuido por New Line Cinema, foi lançado originalmente em 9 de outubro de 2008.

## Enredo
Enquanto na estrada, Shelby e Rob param para abastecer, acompanhados por um caminhão e um jipe. No posto de gasolina, Shelby vê uma mulher assustada na janela traseira do caminhão, embora Rob não a veja e diga a Shelby que o caminhoneiro disse que estava dirigindo sozinho. Na estrada, a mesma mulher pula do caminhão e pousa em seu carro. O caminhão continua enquanto Shelby, Rob e o motorista do jipe param para ajudar a mulher. Rob, em seguida, persegue o caminhão para obter o número da placa, mas não consegue alcançá-lo e retorna para descobrir o motorista do jipe ferido, enquanto Shelby e a mulher estão desaparecidas. O motorista do jipe diz que o caminhoneiro as levou então eles vão no jipe até uma casa velha e isolada. O motorista do jipe vai sozinho até a porta da frente, onde ele ouve o caminhoneiro falando ao telefone, alegando que ele é o pai da mulher e que ele estava levando-a para um centro de reabilitação para tratar vício em drogas. Enquanto isso, no jipe, Rob descobre Shelby e a mulher debaixo de uma lona no banco de trás, amarradas e amordaçadas. O motorista do jipe mata o caminhoneiro quando ele sai e se aproxima do jipe. Rob tranca a porta e tenta fugir, mas descobre que as chaves não estão ali. O motorista do jipe então quebra a janela com sua marreta e mata Rob.
Em outro lugar, Tabitha Wright está passando a noite na casa de sua tia para cuidar de seus primos, Max e Danny. Ela descobre que a babá deles, June, já havia saído, embora ela deveria ter esperado que Tabitha chegasse antes de sair. Mais tarde naquela noite, Owen, um homem que afirma ser o namorado de June, chega procurando por ela já que ela faltou ao treino de líderes de torcida. Ele sai quando Tabitha diz que ela não sabe onde June está. Ao explorar a casa, Tabitha encontra um quarto de hóspedes decorado com palhaços de brinquedo, e fica particularmente assustada com um palhaço em tamanho humano sentado na cadeira de balanço. Mais tarde, ela fala com sua tia sobre o boneco, mas é informada que a família não tem tal brinquedo. Tabitha se tranca no quartos dos meninos e são atacados pelo palhaço, que os meninos insistem ser Owen. Tabitha ajuda-os a escapar e manda-os fugirem para a casa do vizinho antes de se esconder no galpão. Lá dentro ela abre o armário e encontra o cadáver de June, a babá, que cai sobre ela e a prende no chão. O palhaço entra na sala, sua risada semelhante ao do motorista do jipe.
Algum tempo antes, Lisa Swan e seu namorado Dan começaram a procurar por sua colega de quarto Cat, que havia desaparecido durante uma festa na noite anterior. Eles vão a um hotel antigo onde Cat disse que estaria. Lisa tenta entrar, mas o zelador, um homem cujo rosto está coberto por uma máscara, se recusa a deixá-la entrar. Ela convence Dan a posar como inspetor de saúde e olhar lá dentro. Depois de deixá-lo entrar, o zelador mostra a Dan um tocador de música e o encoraja a ligá-lo, alegando que há uma surpresa no final. Dan faz isso, e no final da música, uma faca voa para fora do alto-falante, esfaqueando-o no olho. Incapaz de entrar em contato com Dan, Lisa invade a casa e encontra um homem aparentemente surdo, que a leva a um quarto cheio de camas que têm cadáveres dentro dos colchões. Lisa encontra Cat presa viva em um colchão, mas quando tenta libertá-la, o homem surdo a ataca, revelando-se o assassino.
Em uma sala de interrogatório da polícia, revela-se que Tabitha está viva e em estado de choque. Quando ela não responde às perguntas do interrogador, ele a deixa sozinha. Tabitha então relembra sua infância, onde ela, Shelby e Lisa já foram amigas da Escola Primária de Briar Hills. Depois que foram encarregados de projetar conjuntos de miniaturas dentro de caixas de sapato que podiam ser vistas através de um olho mágico, um colega de classe exigiu ver os trabalhos delas antes de mostrar o seu para Tabitha; era de um rato acorrentado e sua pele aberta para revelar seus órgãos. Tabitha é então interrogada por uma terapeuta que pergunta sobre Shelby e Lisa. Quando Tabitha diz que todas eram amigas no primário, a terapeuta se lembra de um paciente que ela teve uma vez que era de Briar Hills. Então, ela chega a uma conclusão e informa a Tabitha que Lisa e Shelby também estão ali, antes de sair para encontrar "um telefone que funcione". Tabitha a segue e descobre que ela não está em uma delegacia de polícia. Ela encontra a terapeuta morta e vê o interrogador da polícia, que era o assassino o tempo todo, se aproximando.
Tabitha foge para o porão, onde se encontra presa entre duas paredes de vidro. De ambos os lados, ela encontra Shelby e Lisa, amarradas e amordaçadas e sua pele aberta, semelhante ao rato na caixa de sapatos do menino. O assassino inicialmente as atormenta, mas depois revela que ambas estão ilesas e que sua pele aberta é apenas um truque. Assim que o homem está prestes a matar Shelby, Tabitha finge rir, fazendo com que ele abra a parede de vidro e se aproxime dela. Tabitha então o esfaqueia no pescoço com um bisturi que ela agarrou e desamarra suas amigas. Enquanto tentam escapar, Lisa e Shelby são mortas, enquanto Tabitha sobe uma escada que leva a um celeiro. Ela se esconde em uma sala com adereços usados para seqüestrar as três mulheres, bem como os cadáveres de outras pessoas que o homem havia assassinado. O assassino a surpreende quando ele olha através de um olho mágico, e revela que ela está na traseira de um caminhão, que fica na mesma velha casa onde Rob morreu. Depois que ele dirige uma curta distância, o caminhão para. Tabitha pega uma arma com espinhos e, quando o homem volta a olhar pelo olho mágico, ela esfaqueia o rosto dele, matando-o.
Tabitha dirige o caminhão e vai embora, narrando como ela e suas amigas riram do assassino quando eram jovens, achando que ele era uma piada. Depois que ele foi embora, elas esqueceram tudo sobre ele, mas ele nunca as esqueceu. Ela então observa que, embora tudo estivesse terminado, ela ainda não conseguia tirar a risada dele de sua cabeça.

## Elenco
- Laura Breckenridge - Shelby Leds
- Keir O'Donnell - The Laugh
- Katheryn Winnick - Tabitha Wright
- Jessica Lucas - Lisa Swan
- Tad Hilgenbrink - Rob
- Reid Scott - Dan
- Rena Owen - Psiquiatra
- Kevin Gage - Tryton
- Brennan Bailey - Danny

## Recepção
A recepção de filme foi em grande parte negativa.
Bloody-Disgusting.com, que assistiu a uma exibição antecipada do filme, chamou-a de "desastrosa", o que pode ter sido uma das razões pelas quais o lançamento nos cinemas foi tão adiado e a decisão final de lançá-lo diretamente para DVD. Andrew Smith do website Popcorn Pictures.com deu ao filme uma pontuação de dois numa escala de dez. Em sua resenha, Smith observou que, embora o filme tivesse altos valores de produção e tivesse atuação razoável, seu roteiro incompreensível e personagens incompetentes estavam por trás da má qualidade do filme. Sarah Law, do GorePress.com, criticou a direção branda do filme, a falta de sustos, a história incoerente e o roteiro terrível.